# 이상은 (당나라)
이상은(李商隱, 원화 7년(812년) 또는 원화 8년(813년)~대중 12년(858년))은 중국 당나라의 관료 정치가로 두목(杜牧)과 함께 만당(晩唐)을 대표하는 한시인이다. 자는 의산(義山), 호는 옥계생(玉谿生) 또는 달제어(獺祭魚)이다.

## 생애
회주(懐州) 하내(河内, 지금의 허난성(河南省) 친양 시沁陽市) 사람으로, 아버지 이사(李嗣)는 당의 종실(宗室)에 해당했지만 그 무렵에는 몰락하여 획가현의 현령(県令)이나 감찰사(監察史), 절도사(節度使)・주자사(州刺史)의 막료 같은 지방관료로 지내고 있었다. 형양에서 태어난 이상은은 세 살 때 절강 소흥으로 부임한 아버지를 따라 왔다가 나이 10세에 아버지를 병으로 잃고, 다른 두 동생과 여섯 명의 자매가 남아 있었다. 이상은은 아버지의 3년상을 마친 뒤 낙양으로 이주했다.
당시 궁정 관료들은 우승유(牛僧孺)・이종민(李宗閔) 등을 중심으로 하는 과거 급제자의 파벌과 이덕유(李徳裕)가 거느린 문벌 귀족 출신자의 파벌로 나뉘어 정쟁을 벌이고 있었다. 우(牛)·이(李)의 싸움이라고 불리는 이 정쟁 가운데, 우승유파의 중진이었던 흥원윤(興元尹) 산남서도절도사(山南西道節度使) 영호초(令狐楚)의 비호를 받아 837년에 26세로 진사에 급제하였다. 그러나 영호초가 그 해에 사망하고 이듬해에는 상급 시험에도 낙방하여, 다시 이덕유파였던 태원공(太原公) 왕무원(王茂元)의 부름에 응하여 그의 비호를 받게 되고 왕무원의 딸까지 아내로 맞아들였다. 839년에 왕무원의 천거로 문인관료로서는 가장 이상적인 자리로 선망받던 비서성(秘書省)의 교서랑(校書郎)이 되지만, 우승유파는 예전 영호초의 비호를 받았던 이상은을 은혜를 저버린 배은망덕한 자로 몰아붙였다.
결국 이상은은 양 파벌로부터 변절자로 몰려, 혹독한 비판을 받으며 지방관리를 전전하면서 불행한 생애를 보냈다. 관직에 나선 그 해부터 중앙에서 내쳐져 홍농현(弘農県, 지금의 허난성 링바오현霊宝県 남쪽)의 현위로 지방으로 부임하게 되었다. 이후 충무군절도사(忠武軍節度使)가 된 장인 왕무원의 장서기(掌書記)나 비서성의 정자(正字), 계관방어관찰장서기(桂管防禦観察掌書記), 관찰판관(観察判官) 검교수부원외랑(検校水部員外郎), 경조윤유후참군주서연조(京兆尹留後参軍事奏署掾曹), 무령군절도판관(武寧軍節度判官, 또는 장서기), 태학박사(太学博士), 동천절도서기(東川節度書記), 검교공부낭중(検校工部郎中), 염철추관(塩鉄推官) 지방관을 지내며 중앙에서도 실직(実職)은 얻지 못했고, 이나마도 가끔씩 사직하거나 면직되기도 했다. 그런 가운데 842년에는 그의 어머니가, 851년에는 아내 왕씨가 차례대로 세상을 떠났다.
그리고 858년, 염철추관을 다시 실직한 이상은은 향리로 돌아오던 도중에(혹은 돌아온 뒤에) 병으로 형양에서 숨을 거두었다. 향년 47세였다.

## 시의 특징
이상은의 시는 화려하고 때로는 관능적이며, 때로는 상징적이다. 특히 연애시에서 이상은 시의 특색이 발휘된다. 그는 애정시 방면에서 독보적인 경지에 올랐고 사랑에 빠진 남녀의 심리를 섬세하게 읽어냈다는 평을 받는다. 무제(無題)라는 제목으로 알려진 작품을 포함해 이상은은 아예 제목을 짓지 않거나 혹은 간단히 시구에서 빌리는 정도로 제목을 붙였는데, 만당시의 경향인 유미주의를 보다 더 추구하여 암시적이고 상징적인 수법을 구사하고, 몽롱하며 환상적이고 관능적인 독특한 세계를 구축하였다. 그 주제는 대개 '파국'으로 끝나버린 '불륜'의 연애의 회상, 감미로운 꿈 같은 청춘의 기억의 서술이다. 당연히 그 내용은 몹시 애수를 띠지만 그것을 우아한 시구나 댓구, 고전의 인용으로 장식하여 탐미주의의 경지에 이르고 있다. 아름답고도 슬픈, 몹시 사적인 기억과 감회를 시로 승화시키는 것이 이상은의 시풍이다.
예로부터 시는 높은 뜻을 노래하는 데에 있었는데, 이상은이 자신의 문학적 스승으로 여겼던 두보(杜甫)에게서도 그러한 경향은 현저히 드러난다. 이상은이 살았던 만당 시대는 그것을 용납하지 못하고 궁내에서는 당쟁으로 인한 정변이 잇따라, 아침에는 재상이었다가 저녁에는 면직되어 변방으로 유배되는 일이 일어나기도 했다. 그러나 실권은 황제의 폐립까지도 좌우했던 환관들이 장악한 상태였고, 궁 밖에서는 군사권과 행정권을 장악한 유력한 절도사들이 국토를 나누어 차지하고 있는 것이 마치 전국시대나 다름없었고 대당 제국은 사실상 일개 지방정권에 불과한 상태였다. 자신의 뜻이 아무리 높다 한들 행적 때문에 박해받는 이상 꽉 막힌 시대 주변으로부터 백안시당하며 전통적인 시의 방식을 외면하고 오로지 개인적인 미의 완성을 추구한 이상은의 어떤 의미에서는 뼛속까지 예술가였다고 할 수 있다.
나아가 『수궁(隋宮)』, 『마외(馬嵬)』 등 역사에서 제재를 따온 영사시(詠史詩)나 영사시(詠事詩)에도 정평이 났으며, 장안(長安) 동남쪽 교외의 고대(高台)에서 읊었다는 『낙유원(楽遊原)』은 이상은의 대표적으로 꼽힌다. 한편으로 철저한 중국인의 입장에서 《수사동》(隋師東)이라는 작품으로 그는 한사군(漢四郡)을 두둔하고 고구려를 정벌하지 못한 수(隋) 왕조의 무능을 비난하기도 했다.
이상은 시의 또 한 가지 기교적 특징으로는 벽전(僻典)을 많이 사용하였다는 데에 있다. 제한된 글자수 안에서 뜻을 표현하는 한시의 경우 누구나 아는 에피소드 등에서 등장하는 인상적인 말을 써서, 원래 에피소드 내용을 감상자들에게 떠오르게 함으로서 시의 내용을 부풀리는 기교를 사용하는데 이를 전고(典故)라고 한다. 지식인 계급이라면 누구나 알고 있는 에피소드, 예를 들면 경서(経書)나 《장자》(荘子) ・ 《사기》(史記) ・ 《한서》(漢書) ・ 《삼국지》(三国志) 등에서 전고를 응용하지 않으면 안 되었다(그리고 이들 자료들이 가장 널리 쓰이는 전고의 소재들이었다). 그러나 이상은은 이러한 서적뿐 아니라 패사(稗史)나 소설(小説) 같은 당대 지식인 계급이 손대서는 안 된다고 여겨지던 잡서에서도 전고를 끌어다 사용하였다. 이것이 시에 깊이를 주는 동시에 난해하게 만드는 원인도 되고 있다.
이상은이 시를 지을 때, 좌우에 많은 서적들을 늘어 놓고 참고했기 때문에 당시 사람들은 수달이 물고기를 잡아먹으면서 물고기를 눈앞에 나란히 놓고 제사지낸 다음에 먹는다는 전설에 착안하여 이상은을 달제어(獺祭魚)라고 불렀다고 한다. 후세에 일본 메이지 시대의 문인으로 고전에서 벗어나 인간성을 노래하려 한 마사오카 시키(正岡子規)는 이상은의 이 아호에서 따온 달제서옥주인(獺祭書屋主人)을 자신의 호로 썼다.
관료로서는 불우했지만 이상은의 시는 살아있을 당시부터 높은 평가를 얻어, 백거이는 만년에 이상은에게 "죽어도 너의 자식으로 태어나고 싶다"고 했다고 하는 이야기가 있으며, 같은 만당 시인으로 꼽히는 온정균이나 당이 멸망할 당시의 한악(韓偓)도 그 영향을 짙게 받고 있음이 지적된다. 5대 10국 시대 촉(蜀)의 위곡(韋縠)의 『재조집(才調集)』에는 이상은의 시가 유독 많이 실려 있음을 볼 수 있다. 요염하고 유미적인 그의 시풍은 높은 평가를 받아 그 추종자가 생겨났고, 북송(北宋) 초기에 일대 유행을 일으킨 서곤체(西崑体)의 시조가 되었다. 북송의 양억(楊億)・전유연(銭惟演)・유균(劉筠) 등 조정의 문관들이 중심이 되어 화답한 시를 모아 였은 《서곤수창집》(西崑酬唱集)의 제목에서 유래한 이 서곤체는 이상은에게서 그 전범을 찾는 것으로 조탁을 꾸민 수사와 암시적이고 상징적인 수법을 특징으로 하는 그 시는 외견상 이상은의 것에 가까웠지만, 북송 중기에 이르면 구양수(欧陽脩)나 매요신(梅尭臣) 등의 비판을 받아 배척당했다. 오히려 그 직후 왕안석(王安石)에 의해, 이상은의 시에는 이상은이 사사했던 두보와 동급의 많은 인간들에 대한 통찰이 있으며 화려한 표현 뒤에는 이상은의 진실된 인격이 엿보인다는 정당한 평가가 내려졌다. 오늘날 이상은의 평가는 왕안석의 설에 영향을 받고 있다. 비슷하게 완약한 시풍을 특징으로 한 온정균(温庭筠)과 함께 온이(温李)라 불렸으며, 두목과 함께 소이두(小李杜)로 불리기도 하였다.

## 이상은의 공자시
이상은의 시 가운데 공자(公子)라는 제목이 붙은 시는 신라주(新羅酒) 즉 신라산 술의 당나라에서의 유행을 짐작하게 한다.
| 공자(公子)  |                                                |
| 원문        | 해석                                           |
| 一盞新羅酒  | 잔 가득히 신라 술 마시며                       |
| 凌晨恐易消  | 이른 새벽에 술기운 쉬이 사라질까 두려워한다.   |
| 歸應衝鼓半, | 저녁 북소리 한참이나 지나서야 돌아갔다가       |
| 去不待笙調  | 생황 음 고르는 것도 기다리지 않고 다시 떠난다. |
| 歌好惟愁和  | 노래 좋아하지만 다만 화답하라 할까 근심하고    |
| 香濃豈惜飄  | 향기 짙어도 어찌 향 날리는 것 아까워하리.      |
| 春場舖艾帳  | 봄 사냥터에 가림막(艾帳)을 펴놓고              |
| 下馬雉媒嬌  | 말에서 내리니 길들인 꿩(雉媒)이 아양을 떤다.   |

이상은의 시 공자는 어느 귀한 집 자제의 무분별하고 무능한 삶을 묘사한 것이다. 제1-2구에서는 밤에 외국산 수입품인 신라주를 마시고 새벽에 그 술기운이 날아가 버릴 걸 걱정하는 모습을, 3-4구에서는 간밤의 술자리를 늦게야 파하고 돌아왔다가 이른 아침부터 생황 소리도 기다리지 않고 또 놀러 나가는 모습을 그렸다. 청의 시인 굴복은 이러한 공자의 모습을 “성정이 무상하다(일정하지 않다)”고 평했다. 그러면서 5-6구에서는 자신이 노는 곳에서 노래 듣는 것은 좋아해도 거기에 제대로 맞춰 화답할 줄을 모른다고 자신의 재주 없음을 드러냈고, 그러면서 향기가 진하도록 피워도 바람에 날아가버린 향을 아까워하지 않는다고 하여 사치스러움을 드러냈다. 7-8구에서는 밖으로 나가 꿩 사냥을 하는 모습을 그렸다.

## 참고 문헌
- 김준연 《중국, 당시의 나라》 도서출판 궁리, 2014년

## 한국어 번역
이상은의 시집은 이지운 교수와 김준연 교수가 공동으로 번역해 전 3권으로 출간했다. 출판사는 학고방이다.

## 같이 보기
- 두목
- 백거이
- 온정균